# Susan Gordon
Susan Gordon  (* 27. Juli 1949 in Saint Paul, Minnesota; † 11. Dezember 2011 in Teaneck, New Jersey) war eine US-amerikanische Schauspielerin.

## Leben
Gordon war als Tochter des Filmproduzenten und Regisseurs Bert I. Gordon bereits im Alter von zwei Jahren in Fernsehwerbespots zu sehen. 1959 hatte sie im B-Movie-Horrorfilm ihres Vaters ihr Spielfilmdebüt als Kinderdarstellerin. Im darauf folgenden Jahre spielte sie Nebenrollen in Michael Curtiz’ Das tödliche Netz an der Seite von Alan Ladd sowie neben Danny Kaye im Filmdrama Fünf Pennies. Anschließend spielte sie Hauptrollen in zwei Filmen ihres Vaters, Der Turm der schreienden Frauen und Jimmy und die Piraten. In den 1960er Jahren erhielt sie Gastrollen in verschiedenen Fernsehserien wie Rauchende Colts und Twilight Zone. Nach dem Horrorfilm Das Kabinett der blutigen Hände an der Seite von Don Ameche und Zsa Zsa Gabor und einem letzten Gastauftritt in der Serie Meine drei Söhne beendete sie 1967 ihre Schauspielkarriere.
Gordon war verheiratet und hat sechs Kinder.

## Filmografie (Auswahl)
- 1958: Attack of the Puppet People
- 1959: Fünf Pennies (The Five Pennies)
- 1959: Das tödliche Netz (The Man in the Net)
- 1960: Der Turm der schreienden Frauen (Tormented)
- 1960: Jimmy und die Piraten (The Boy and the Pirates)
- 1961: Rauchende Colts (Gunsmoke; Fernsehserie, 1 Folge)
- 1962: Meine drei Söhne (My Three Sons; Fernsehserie, 4 Folgen)
- 1962: 77 Sunset Strip (Fernsehserie, 1 Folge)
- 1962: Twilight Zone (The Twilight Zone; Fernsehserie, 1 Folge)
- 1963: Alfred Hitchcock Presents (Fernsehserie, 1 Folge)
- 1966: Das Kabinett der blutigen Hände (Picture Mommy Dead)